# Stanisław Ignacy Szczepanowski
Stanisław Ignacy Szczepanowski herbu Prus (ur. 1814 w Krakowie, zm. 16 września 1877 we Lwowie)
– polski muzyk, gitarzysta-wirtuoz nazywany „królem gitary”, wiolonczelista, kompozytor i pedagog, powstaniec listopadowy.

## Życiorys
Jako dziecko uczył się gry na skrzypcach i wiolonczeli. Uczęszczał do Gimnazjum św. Anny w Krakowie,
od 1828 r. studiował na Uniwersytecie Jagiellońskim.
Po wybuchu powstania listopadowego porzucił studia i wyjechał do Warszawy. Wstąpił do Gwardii Honorowej, walczył w kilku bitwach. Po powstaniu wyemigrował do Szkocji. Na emigracji zaczął uczyć się gry na gitarze, w Edynburgu uczył się u Feliksa Horeckiego, następnie u Fernando Sora w Paryżu. Debiutował na scenie w 1839 r. w Edynburgu, nieco później w Londynie. Powodzenie zapewnił mu cykl koncertów w Paryżu w sali Herza. Grą na gitarze zachwycił F. Chopina, F. Liszta, F. Kalkbrennera, F.A. Habenecka oraz A. Mickiewicza, który pisał 15 lipca 1841 r. w liście do Sz.: "Twoją grę na gitarze, wiesz, jak wysoko cenię i jak ją serdecznie czuję. Twoja gitara tak mnie oczarowała, że ją czasem przez sen słyszę". 
Krytyk H.L. Blanchard uznał go za najwybitniejszego gitarzystę epoki. Jako wiolonczelista miał świetne recenzje w prasie angielskiej („The Times”, „The Morning Post”, „The Morning Chronicle”).
W 1852 koncertował w Wiedniu, a gazeta „Illustrirte Zeitung” poświęciła mu obszerny artykuł, przedstawiając „artystę znanego w muzycznym świecie jako znakomitego wirtuoza gry na
gitarze”. W Dreźnie poznał Karola Lipińskiego, kompozytor zachwycił się jego grą.
Wielki sukces odniósł w Hiszpanii, gdzie otrzymał od królowej Izabelli II brylantowy pierścień, gitarę inkrustowaną złotem i perłami a także tytuł nadwornego solisty. Od brytyjskiej królowej Wiktorii otrzymał gitarę o wzmocnionej konstrukcji.
Koncertował w Austrii, Belgii, Prusach, Rosji, Turcji, Egipcie, na ziemiach polskich od 1843 r. m.in. w
Poznaniu, Krakowie, Lwowie, Wilnie, Warszawie, w mniejszych miejscowościach na ziemi lubelskiej, płockiej, radomskiej, augustowskiej. Jego wirtuozowska gra cieszyła się ogromnym powodzeniem. Cechowała go niezwykła wyobraźnia, stosował efekty zapożyczone z techniki gry na wiolonczeli i skrzypcach (flażolety czy vibrato). Ze stylu flamenco zapożyczył technikę paznokciową. Podczas koncertów grywał głównie własne kompozycje, często oparte na polskich motywach narodowych.
W 1866 r. w Gazecie Narodowej we Lwowie ukazały się ogłoszenia drukowane przez Szczepanowskiego, w których informował o tym, że osiada we Lwowie i rozpoczyna w tym mieście
naukę gry na instrumentach muzycznych i konwersacje w językach obcych. Uczył gry na gitarze i wiolonczeli.
Ożenił się w 1845 r. z Angielką Julianą Scott. Był stryjem Stanisława Szczepanowskiego, polityka, przedsiębiorcy i pioniera polskiego przemysłu naftowego. 
Zmarł we Lwowie, został pochowany na cmentarzu Łyczakowskim.

## Twórczość
Skomponował dzieła na gitarę, wiolonczelę i fortepian: 
- Souvenir de Varsovie, ok. 1843
- Fantazja na tematy narodowe, przed 1843
- Une larme, ok. 1852
- Mazurek sielankowy, przed 1859
- Souvenir de Cracovie, ok. 1860
- Variations sur un theme polonais, i in.